# Nigel Walker (Sportler)
Nigel Keith Walker  (* 15. Juni 1963 in Cardiff) ist ein ehemaliger britischer Hürdenläufer, der sich auf den 110-Meter-Hürdenlauf spezialisiert hat. Zudem war er auch als Rugby-Union-Spieler aktiv.

## Karriere
Erste internationale Erfahrungen sammelte Nigel Walker vermutlich bei den Junioreneuropameisterschaften 1981 in Utrecht, bei denen er mit 14,75 s in der ersten Runde über 110 m Hürden ausschied. 1983 schied er bei den Halleneuropameisterschaften in Budapest mit 7,92 s in der Vorrunde im 60-Meter-Hürdenlauf aus und im Jahr darauf erreichte er bei den Olympischen Sommerspielen in Los Angeles das Halbfinale über 110 m Hürden, kam dort aber nicht ins Ziel. 1985 belegte er bei den Halleneuropameisterschaften in Piräus in 7,72 s den fünften Platz über 60 m Hürden und im Jahr darauf gelangte er bei den Commonwealth Games in Edinburgh für Wales startend mit 13,69 s auf Rang vier. Anschließend klassierte er sich auch bei den Europameisterschaften in Stuttgart mit 13,52 s auf dem vierten Platz. 1987 gewann er bei den Halleneuropameisterschaften in Liévin in 7,65 s die Bronzemedaille über 60 m Hürden hinter dem Finnen Arto Bryggare und seinem Landsmann Colin Jackson. Kurz darauf gewann er bei den erstmals ausgetragenen Hallenweltmeisterschaften in Indianapolis in 7,66 s die Bronzemedaille hinter dem US-Amerikaner Tonie Campbell und Stéphane Caristan aus Frankreich. Im September erreichte er bei den Weltmeisterschaften in Rom das Semifinale über 110 m Hürden und schied dort mit 13,68 s im Viertelfinale aus. 1989 schied er bei den Halleneuropameisterschaften in Den Haag mit 7,80 s im Halbfinale über 60 m Hürden aus und auch bei den Halleneuropameisterschaften im Jahr darauf in Glasgow schied er mit 6,70 s im Semifinale aus. Im August schied er bei den Europameisterschaften in Split mit 13,84 s im Halbfinale über 110 m Hürden aus. Zudem belegte er bei den Commonwealth Games in Auckland in 13,78 s den fünften Platz. 1991 schied er bei den Hallenweltmeisterschaften in Sevilla mit 7,65 s im Halbfinale über 60 m Hürden aus und im Jahr darauf bei den Halleneuropameisterschaften in Genua mit 7,81 s. Im selben Jahr beendete er seine aktive Karriere als Leichtathlet im Alter von 29 Jahren.
1983 wurde Walker britischer Meister im 110-Meter-Hürdenlauf.

## Persönliche Bestzeiten
- 110 m Hürden: 13,51 s (−0,2 m/s), 3. August 1990 in Birmingham
  - 60 m Hürden (Halle): 7,65 s, 22. Februar 1987 in Liévin